# Tabanus gratus
Tabanus gratus är en tvåvingeart som beskrevs av Friedrich Hermann Loew 1858. Tabanus gratus ingår i släktet Tabanus och familjen bromsar. Inga underarter finns listade i Catalogue of Life.